# 江戶三大祭

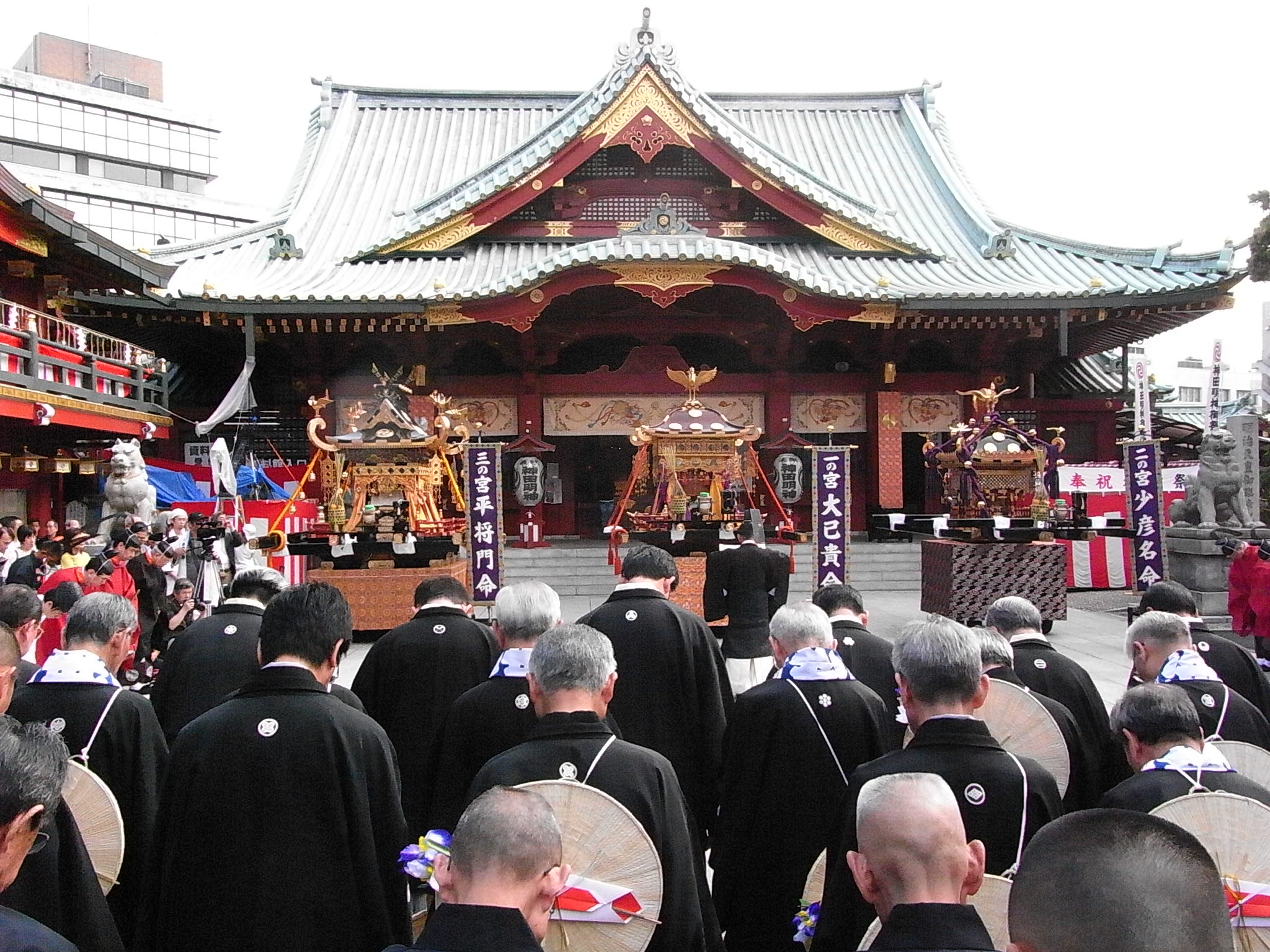
神田祭 神幸祭 江戶下町巡行

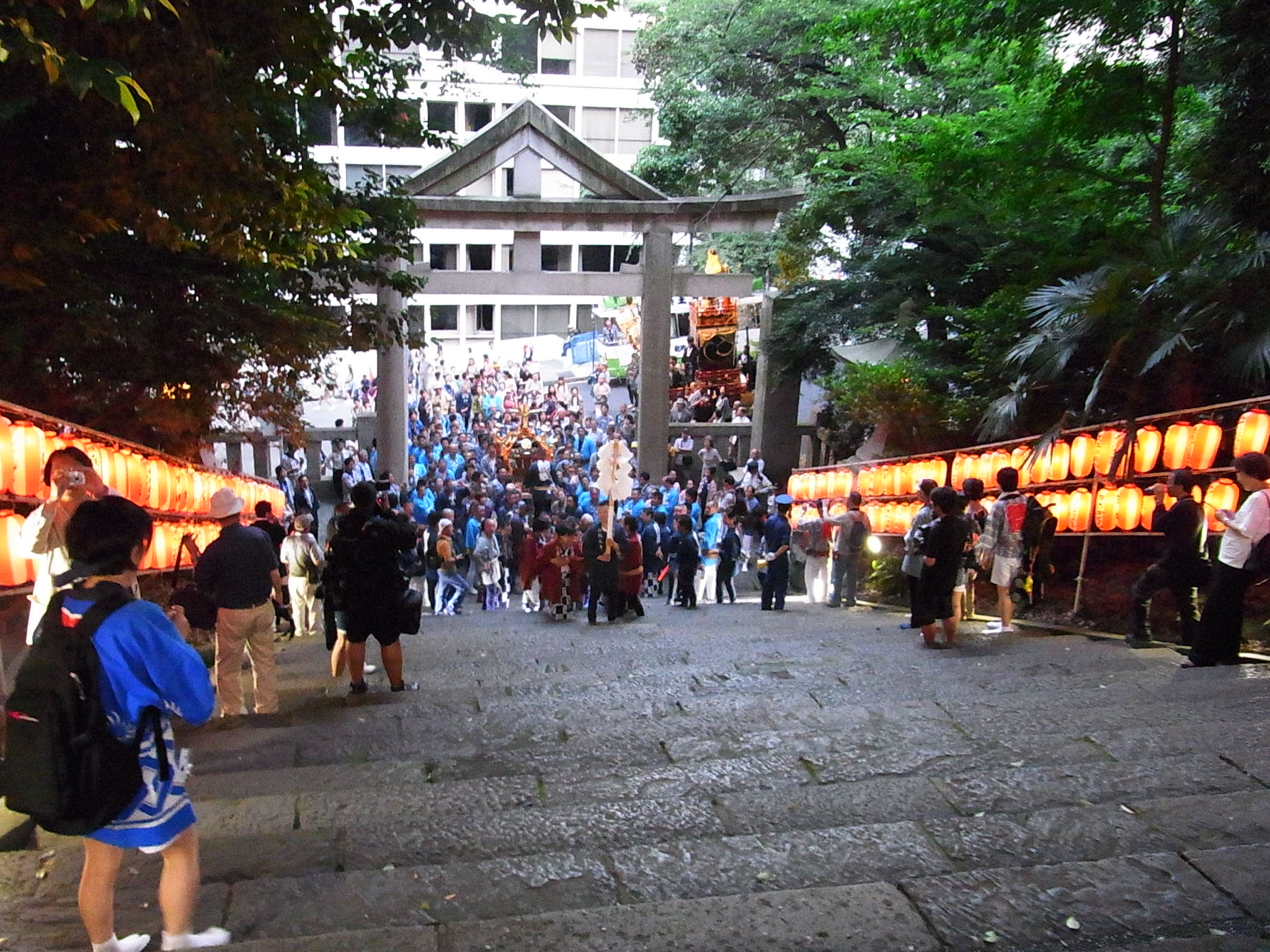
山王祭 神輿宮入 山王鳥居至表参道（山王男坂）

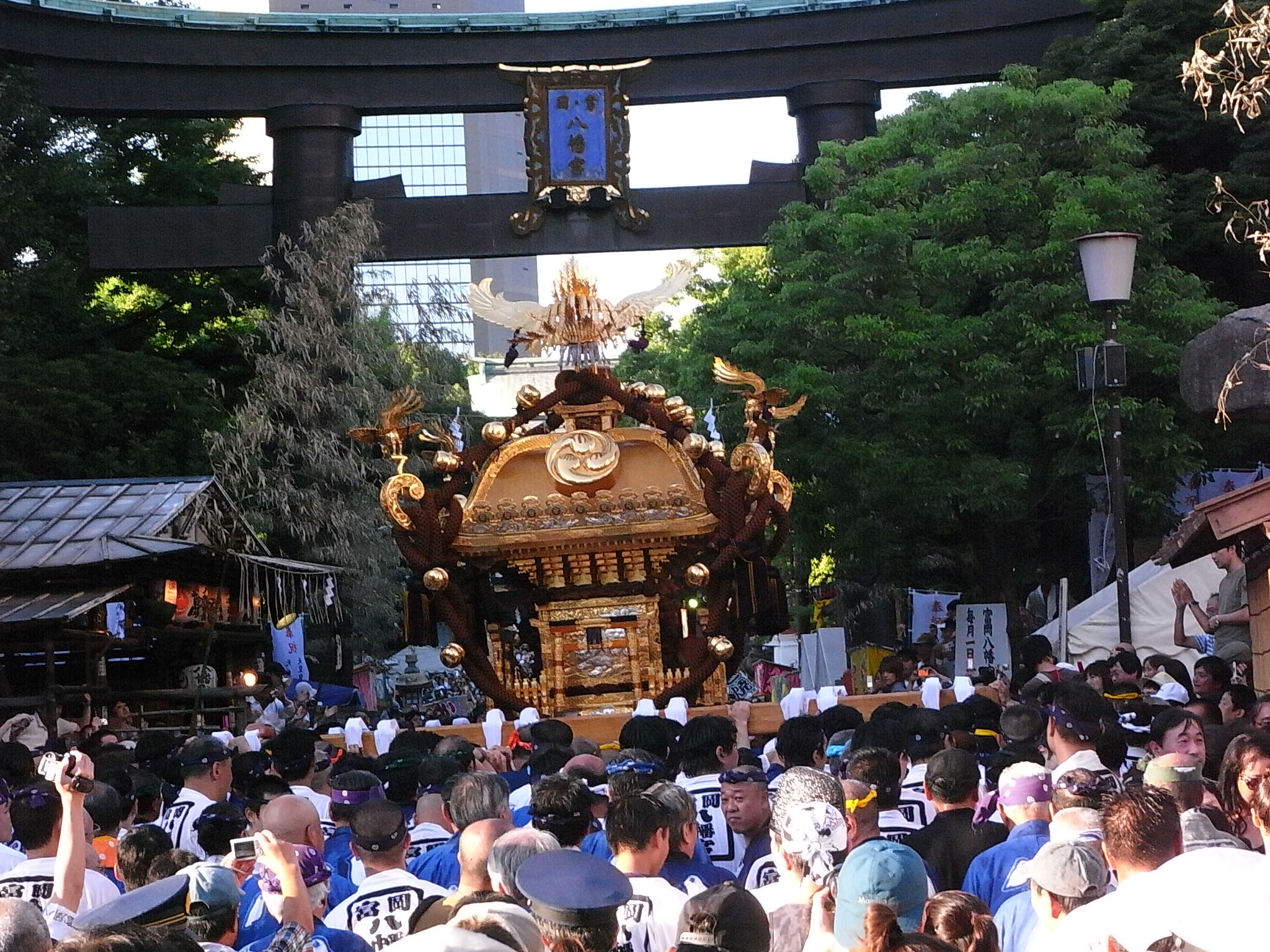
深川祭 本祭 御本社二之宮神輿

江戶三大祭（日语：／*/?）是東京都內舉行的3個大祭。江戶時代以來的年中行事。
- 神田祭

神田神社舉行的祭典。
- 山王祭

日枝神社舉行的祭典。
- 深川祭

富岡八幡宮舉行的祭典。

## 關連項目
- 日本橋 (東京都中央區)
- 東京十社
- 別表神社